# دیتسمایری، کاشاتاق
دیتسمایری (ارمنی: Դիցմայրի) یک منطقهٔ مسکونی در جمهوری آرتساخ است که در استان کاشاتاق واقع شده‌است.